# Гана
Га́на (англ. Ghana), официальное название — Респу́блика Га́на (англ. Republic of Ghana) — государство в Западной Африке. Входит в Содружество наций. Граничит на западе с Кот-д’Ивуаром, на северо-западе и севере — с Буркина-Фасо, на востоке — с Того. С юга омывается водами Гвинейского залива Атлантического океана. Столица — Аккра.

## Этимология
После провозглашения независимости британской колонии Золотой Берег в 1957 году страна стала называться «Гана». Этот топоним происходит от «гана» — титула правителей империи Гана, который означает «военачальник».

## Физико-географическая характеристика

### Рельеф

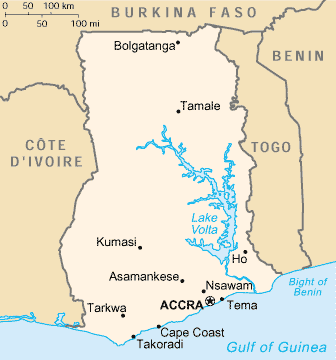
Карта Ганы

Территория страны — равнина, местами усеянная останцовыми холмами. К северу от равнины находится лесистое плато. У восточной границы страны возвышаются горы Того с высшей точкой государства — горой Афаджато (885 м). К северу от Эджуры выше уступа Нампонг лес постепенно редеет и сменяется зарослями кустарников. Далее к северу, вдоль уступа Гамбага, расположены открытые саванны с более плодородными почвами.

### Климат

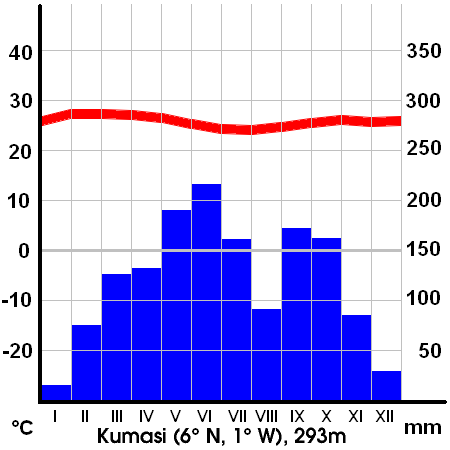
Климатограмма города Кумаси

Гана расположена в субэкваториальном поясе, в котором происходит постоянное чередование дождливых и сухих сезонов. Большую часть года стоит сухая погода. Климат субэкваториальный, на юго-западе — переходный к экваториальному. С природно-климатической точки зрения Гана разделена на юг и север. На юге климат влажный, преобладают труднопроходимые вечнозелёные тропические леса, на севере засушливый район с саваннами и кустарниками. В ноябре-феврале дует харматан — сухой, пыльный ветер с севера, но в прибрежных районах его влияние практически не ощущается. В сезон дождей юго-запад страны представляет собой зону с наибольшим количеством выпадающих осадков (свыше 2000 мм в год). Температуры высокие круглый год, и только на севере они ночью понижаются. Средние месячные температуры колеблются в пределах от плюс 28 °С до плюс 30 °С в прибрежном и лесном районах и от плюс 16 °C до плюс 33 °С на севере. За год в Аккре выпадает в среднем 750—1000 мм осадков, в Кумаси 1500—1800 мм, на юго-западе прибрежного района около Аксима 1800—2100 мм и на севере в Тамале 1100—1200 мм.

### Флора и фауна
Животный мир представлен на севере и в центре, где много саванн и на юге, где есть тропические леса. В Гане, в основном, фауна наполнена львами, слонами, бегемотами, зебрами, шимпанзе, фламинго, крокодилами и другими.
Большая часть растительности страны была уничтожена, однако на юге ещё сохранились леса, в которых растут хлопковое дерево, красное дерево, цедрела. Две трети территории страны занимает саванна, почти полностью покрытая травой и редкими деревьями.
Фауна тоже пострадала в результате освоения земель, однако сохранились такие млекопитающие, как леопард, гиена, лемур, буйвол, слон, антилопы, обезьяны. В стране также большое количество рептилий: кобры, питоны, рогатая гадюка, африканская гадюка и др.

## История

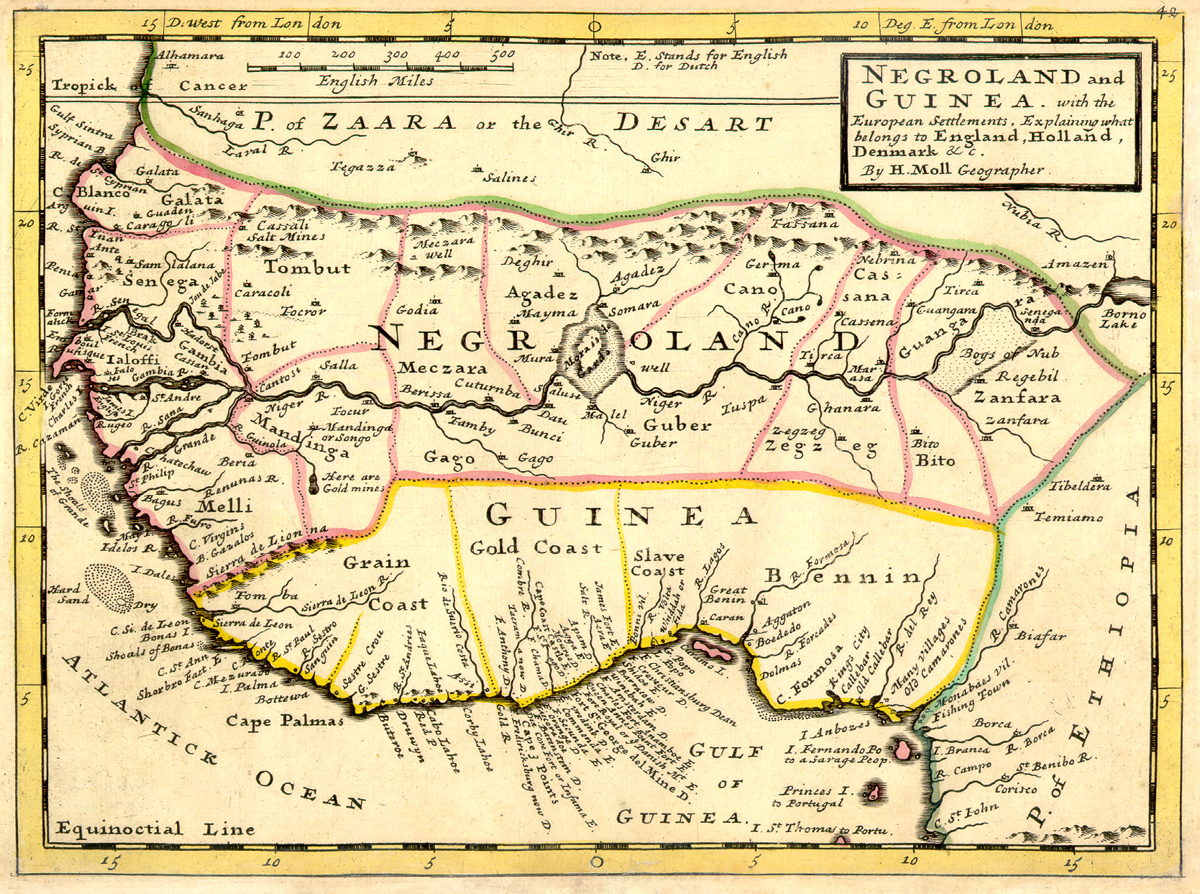
Карта 1729 года, на которой отмечен Золотой берег

Археологические данные свидетельствуют о том, что люди жили на территории современной Ганы с бронзового века.
На территории нынешней Ганы до прихода европейцев существовал ряд племенных объединений и местных государственных образований. В XIII—XVII вв. существовали города-государства, самыми крупными из которых были Бего (Бегхо), Боно-Мансу, Ла и Шаи, в XVII веке образовалась федерация Ашанти.
В 1482 году на побережье первыми высадились португальские колонисты из экспедиции Диогу де Азамбужа (в её составе был Христофор Колумб), которые построили крепость Эльмину, затем крепости Аксим, Шама и другие. Португальцы вывозили золото (страна тогда называлась Золотым Берегом) и рабов.
Богатства Золотого Берега привлекали и другие европейские державы: Нидерланды, Королевство Швецию, Пруссию, Британию. В XVI веке золото, вывозимое с Золотого Берега, составляло около 10 % от его общемировой добычи.
Начиная с середины XVII века побережье современной Ганы начинает активно колонизировать Датская Вест-Индская компания, созданная в 1625 году в Копенгагене для торговли с Вест-Индией. В 1643 году датчане основывают здесь первые торговые фактории, в 1659 году — форт Фредериксборг, а в 1661 году — Кристиансборг. Перешедшие после ликвидации в 1754 году Вест-Индской компании датской короне земли колонии Датский Золотой Берег с переменным успехом эксплуатировались метрополией, периодически подвергаясь нападениям со стороны ашанти, пока не были в 1850 году уступлены Великобритании за 10 000 фунтов стерлингов.
К середине XIX века Великобритания вытеснила с Золотого Берега и других европейских конкурентов, а в 1844 году английский губернатор заключил с правителями прибрежных территорий народности фанти договор о признании ими британского протектората.

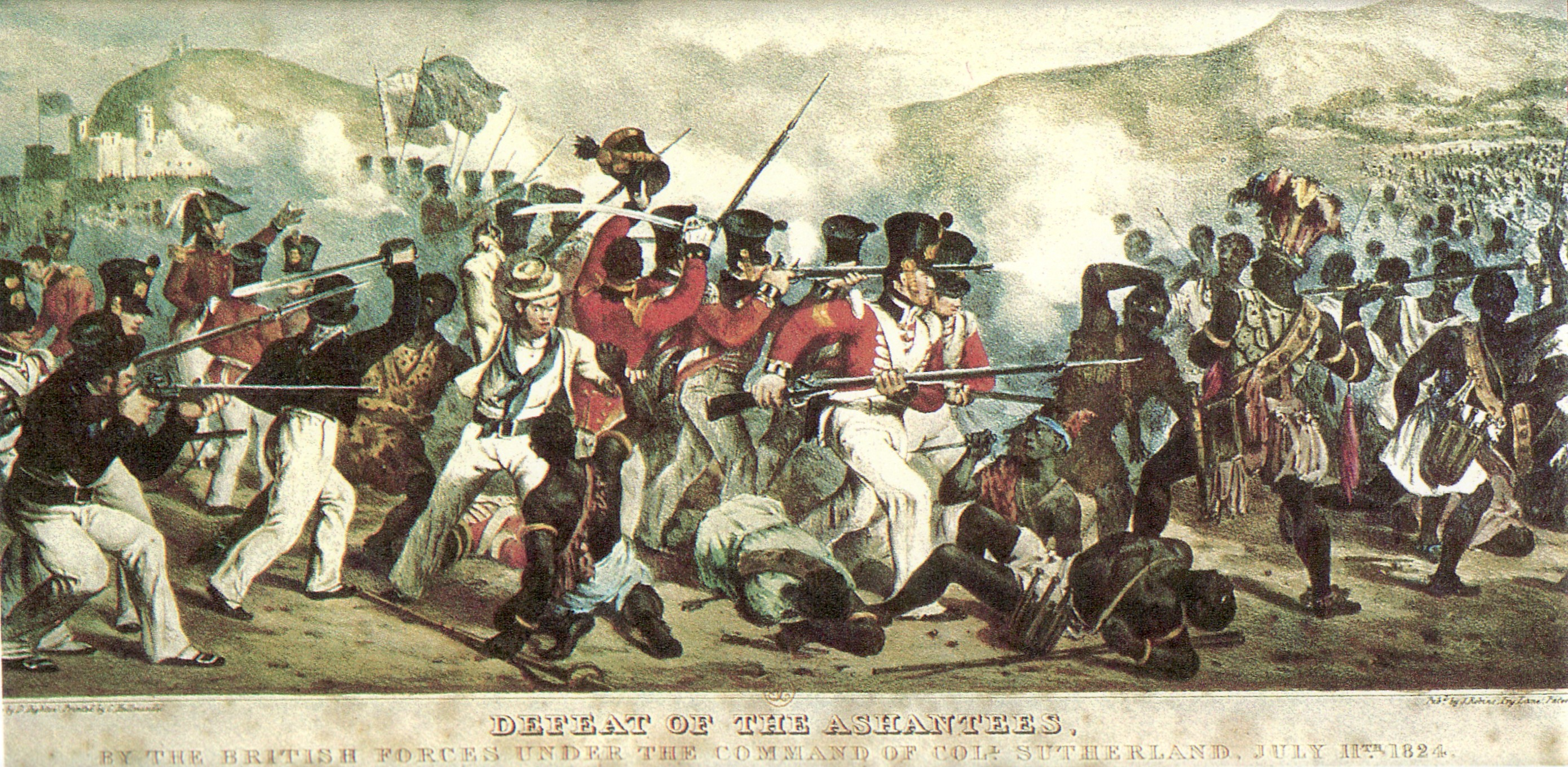
Англо-ашантийские войны

Ашанти оказывали упорное сопротивление попыткам Британской империи проникнуть вглубь материка. В 1896 году территория ашанти была объявлена британским протекторатом, а в 1901 году включена в состав колонии Золотой Берег.
В 1940-х годах усилилась освободительная борьба народов Золотого Берега, которая под руководством Кваме Нкрумы увенчалась провозглашением независимости. С 6 марта 1957 года страна стала именоваться Ганой. Дипломатические отношения с СССР установлены 14 января 1958 года.

### Независимость
В речи «Ветер перемен» в Кейптауне в 1960 году английский премьер-министр Гарольд Макмиллан признал неизбежность крушения колониальной системы империй.

«Идёт противостояние Запада и Востока, свободного мира и коммунистического лагеря. И судьба этого противостояния зависит от того, на чью сторону встанут освободившиеся народы Азии и Африки. Идёт сражение, и это сражение за людские умы».
Речь Макмиллана и расстрел в Шарпевилле ознаменовали поворотный момент в судьбах Африканского континента. Великобритания согласилась с постепенным переходом к самоуправлению своих западноафриканских колоний, а Макмиллан — с более быстрым темпом изменений в Колониях Восточной и Северной Африки. Этому предшествовали многочисленные кровавые события. Одно из них — восстание Мау-Мау против белых землевладельцев в Кении в 1952 году. Начались переговоры с партиями, выступавшими за национальную независимость.

Новый премьер-министр Нкрума занял независимую пронационалистическую позицию, призывал африканцев сбросить колониализм по примеру Ганы. 

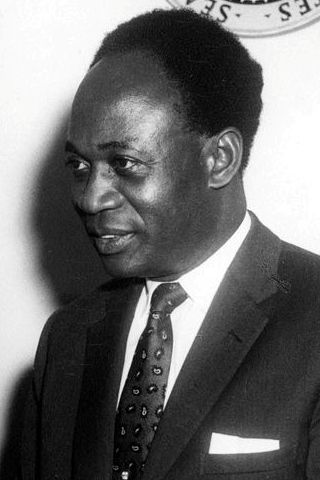
Кваме Нкрума

"Наша задача не будет выполнена, пока последние следы колониализма не будут сметены с африканской земли".
Кваме Нкрума ориентировался во внутренней и внешней политике на социалистические страны, в первую очередь на СССР и КНР, и проводил реформы, направленные на усиление государственного сектора в экономике и избавление страны от экономической зависимости со стороны колониальных держав, но в стране крепло недовольство его авторитарным стилем правления, коррупцией и отсутствием ощутимых результатов преобразований.
В феврале 1966 года Нкрума был свергнут группой офицеров. За этим последовала серия сменявших друг друга военных хунт и слабых гражданских правительств. Проводился курс на развитие частного предпринимательства.
В июне 1979 года младшие офицеры во главе с капитаном ВВС Джерри Ролингсом совершили очередной переворот, в ходе которого был убит командующий армией Ганы генерал Н. Одарти-Веллингтон. Захвативший власть революционный совет объявил о проведении чистки, в ходе которой были расстреляны многие прежние политические деятели, чиновники и старшие офицеры. 18 июня 1979 были проведены парламентские выборы, победителем была объявлена Национальная народная партия (левой ориентации, объединившая многих последователей К. Нкрумы), которая получила 68 из 140 мест в парламенте, помимо неё туда прошло ещё 5 партий.
Однако ННП, несмотря на левую ориентацию, не ликвидировала частный сектор экономики и поощряла иностранные инвестиции в Гану. Недовольные этим, офицеры во главе с Джерри Ролингсом, совершившие переворот 1979 года, устроили новый переворот 31 декабря 1981 года. В 1982 году были образованы народные трибуналы, занимавшиеся новыми чистками политиков, чиновников, предпринимателей.
В 1990 году было объявлено о начале перехода к гражданскому правлению. В 1992 году была принята новая конституция страны, предусматривающая многопартийность, тогда же был снят запрет на деятельность политических партий. В ноябре-декабре 1992 года в стране прошли первые президентские и парламентские выборы на многопартийной основе. Президентом был избран Джерри Ролингс, бывший председатель временного совета национальной обороны (ВСНО), правивший Ганой на протяжении 19 лет. В декабре 2000 года новым президентом избран Джон Куфуор. В 2004 году он был снова избран на этот пост. В декабре 2008 года новым президентом был избран, а 7 января 2009 года вступил в должность социал-демократ Джон Атта Миллс.
После кончины Джона Атта Миллса в июле 2012 года к власти пришёл вице-президент Джон Драмани Махама, ставший четвёртым президентом четвёртой Республики Гана. В декабре того же года он выиграл президентские выборы.
На очередных выборах 7 декабря 2016 года Джон Драмани Махама проиграл представителю Новой патриотической партии Нане Акуфо-Аддо, который 7 января 2017 года вступил в должность.
На выборах 7 декабря 2020 года Акуфо-Аддо был избран на второй срок, набрав в первом туре президентских выборов 51,29 % голосов, а 7 января 2021 года он был приведён к присяге.

## Государственный флаг
Флаг Ганы — прямоугольное полотнище с горизонтальными красной, жёлтой и зелёной полосами равной ширины, расположенными соответственно сверху вниз. В центре средней жёлтой полосы выделяется чёрная пятиконечная звезда. Жёлтая полоса — символ богатства минеральными ресурсами, зелёная полоса — символ богатства растительными ресурсами, красная полоса — символ крови, пролитой борцами за независимость Ганы. А чёрная звезда — это символ освобождения и единства народов Африки в борьбе с колониализмом.

## Политическая система
Законодательная власть принадлежит однопалатному парламенту, избираемому на 4 года прямым всеобщим голосованием. По итогам всеобщих выборов 2008 года в парламенте представлены четыре партии: Национальный демократический конгресс (116 депутатов), Новая патриотическая партия (107 депутата), Народный национальный конвент (два депутата), Народная партия конвента (один депутат). Также в парламенте имеются четыре независимых депутата.
Исполнительная власть осуществляется президентом республики и правительством. По конституции, президент является главой государства и правительства, а также главнокомандующим вооружёнными силами. Президент избирается прямым всеобщим голосованием на 4 года и может занимать этот пост не более двух сроков. 7 января 2017 года в должность президента вступил Нана Акуфо-Аддо.
Ранее влиятельные в настоящее время недействующие политические партии: Объединённый конвент Золотого Берега (1946—1951), Объединённая партия (1957—1964), Народная национальная партия (1979—1981).
Высшим юридическим органом является верховный суд Ганы.
Действует вне ветвей власти традиционная форма власти — король, государство Гана состоит из нескольких королевств. По стечению обстоятельств с 2003 года королём неожиданно стал гражданин РФ. Ещё двое королей Ганы тоже живут/жили вне страны, с соблюдением обязанности участия в жизни государства Гана.

## Административно-территориальное деление

Административное деление Ганы до 2018 года

Гана разделена на 10 областей, которые включают в себя 170 районов, в том числе 40 городских образований и 6 метрополий.
| №  | Область           | Название области на английском языке | Административный центр | Площадь, км² | Население, чел. (2010) | Плотность, чел./км² |
| -- | ----------------- | ------------------------------------ | ---------------------- | ------------ | ---------------------- | ------------------- |
| 1  | Ашанти            | Ashanti                              | Кумаси                 | 24 389       | 4 780 380              | 196,01              |
| 2  | Большая Аккра     | Greater Accra                        | Аккра                  | 3245         | 4 010 054              | 1235,76             |
| 3  | Боно              | Bono                                 | Суньяни                | 39 557       | 2 310 983              | 58,42               |
| 4  | Верхняя Восточная | Upper East                           | Болгатанга             | 8842         | 1 046 545              | 118,36              |
| 5  | Верхняя Западная  | Upper West                           | Ва                     | 18 476       | 702 110                | 38,00               |
| 6  | Вольта            | Volta                                | Хо                     | 20 570       | 2 118 252              | 102,98              |
| 7  | Восточная         | Eastern                              | Кофоридуа              | 19 323       | 2 633 154              | 136,27              |
| 8  | Западная          | Western                              | Секонди-Такоради       | 23 921       | 2 376 021              | 99,33               |
| 9  | Северная          | Northern                             | Тамале                 | 70 384       | 2 479 461              | 35,23               |
| 10 | Центральная       | Central                              | Кейп-Кост              | 9826         | 2 201 863              | 224,09              |
|    | Всего             |                                      |                        | 238 533      | 24 658 823             | 103,38              |

## Население
Численность населения — 33 107 275 (Оценка 2022 года).

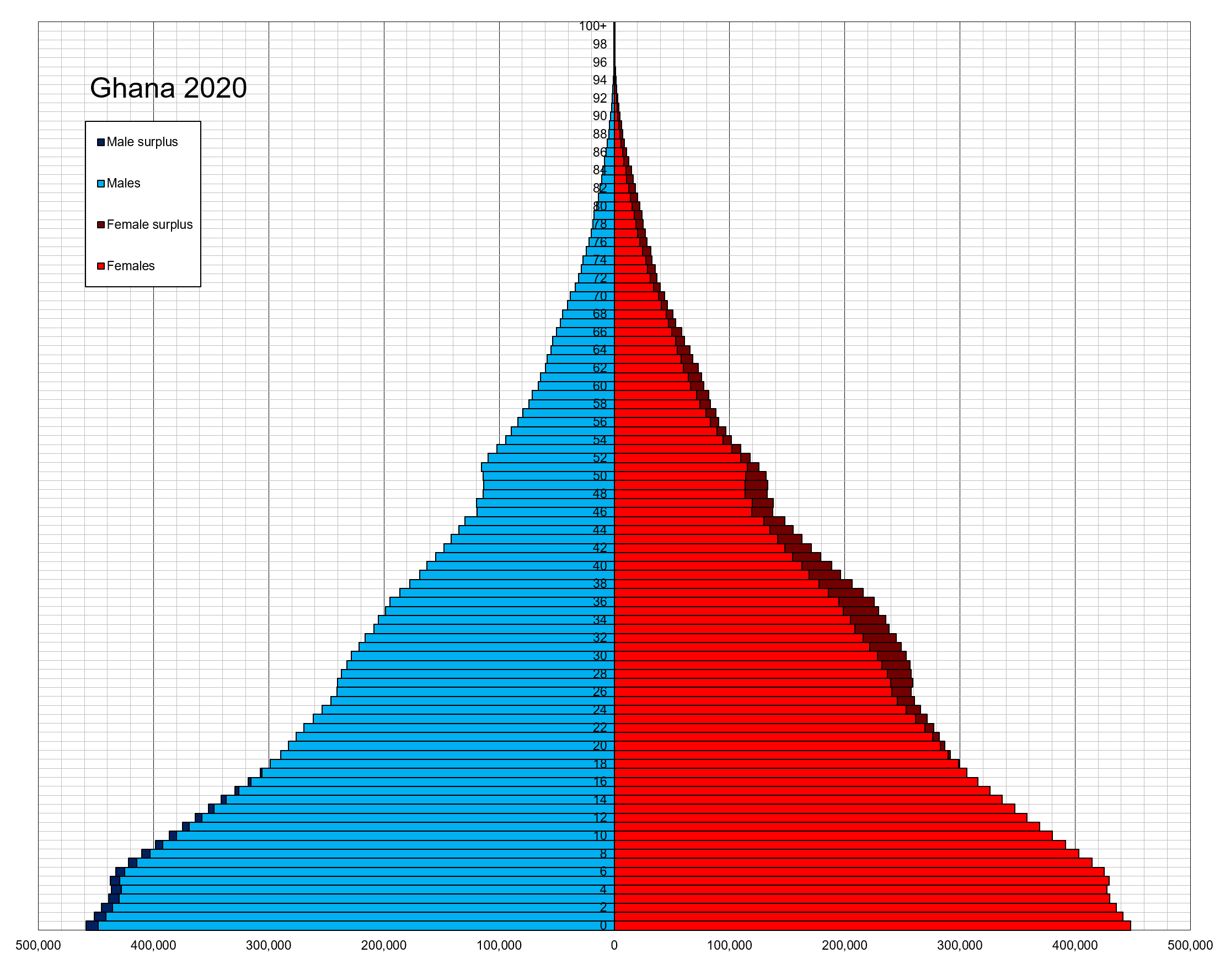
Возрастно-половая пирамида населения Ганы на 2020 год

Годовой прирост — 2,15 % (фертильность — 3,9 рождений на женщину, 2020).
Средняя продолжительность жизни — 66 лет у мужчин, 71 год у женщин (2020).
Заражённость вирусом иммунодефицита человека (ВИЧ) — 1,7 % (оценка на 2018 год).
Грамотность населения старше 15 лет — 79,0 % (по данным 2018 года).
Городское население — 57,3 % (2020).
Этнический состав: аканы 47,5 %, моле-дагбон 16,6 %, эве 13,9 %, адангме 7,4 %, гурма 5,7 %, гуан 3,7 %, груси 2,5 %, и другие народности (по переписи 2010 года).
Языки: официальный — английский (знает около трети населения), ашанти 16 %, эве 14 %, фанте 11,6 %, борон 4,9 %, дагомба 4,4 %, адангме 4,2 %, и др. (по переписи 2010 года).

## Религия
Большинство жителей Ганы (69 %) являются христианами. Крупнейшими христианскими конфессиями страны являются пятидесятники (6,9 млн или 28,3 %) и католики (3,16 млн). Другими крупными конфессиями, насчитывающими несколько сот тысяч верующих каждая, являются методисты, пресвитериане, Свидетели Иеговы, Новоапостольская церковь и адвентисты седьмого дня.
В ходе переписи 2010 года 17,6 % населения страны назвали себя мусульманами, ещё 5 % отнесли себя к верующим традиционных африканских религий. По данным «Энциклопедии религий» Джона Мелтона в 2010 году в стране было 27 тыс. последователей новых религиозных движений, 14 тыс. сторонников веры бахаи и 5 тыс. индуистов.

## Экономика
Гана обладает существенными природными ресурсами: месторождениями золота, алмазов, бокситов, марганца, нефти (месторождение Дзата), природного газа, серебра, лесными, рыбными и гидроэнергетическими ресурсами.

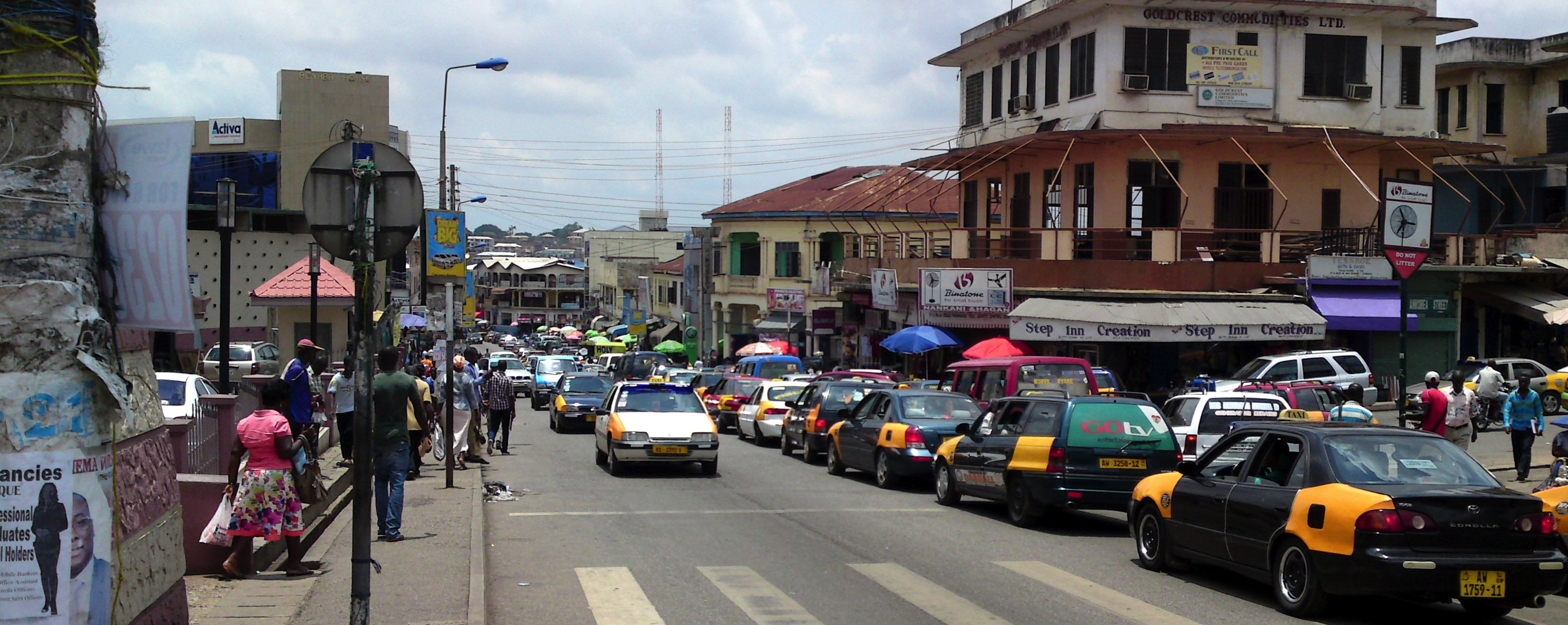
Кумаси

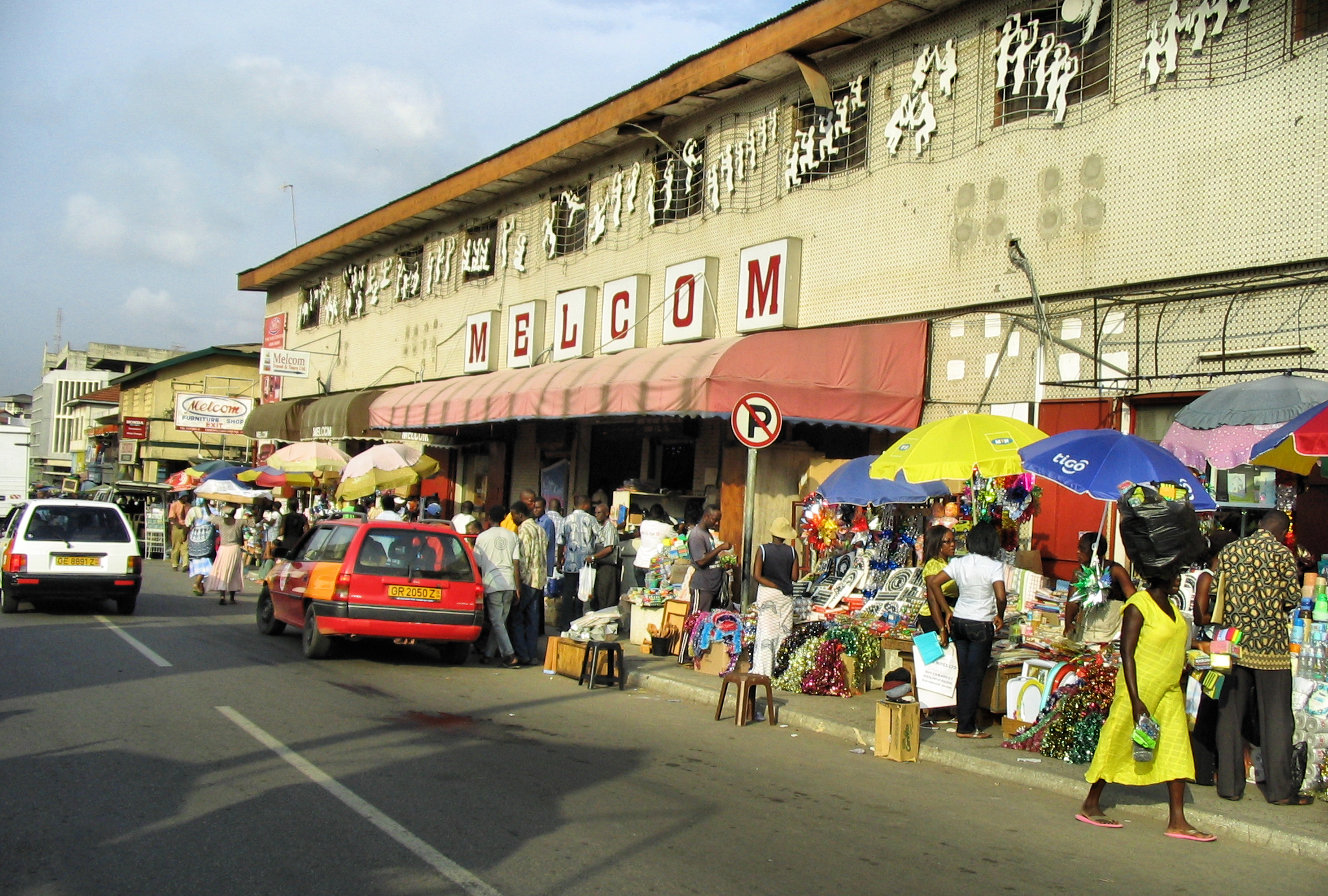
Аккра

ВВП на душу населения в 2017 году — 1,64 тыс. долл. (148 место в мире). Ниже уровня бедности — 28,5 % населения (оценка ООН на 2007 год). Безработица — 6,7 % (2018 год).
Основной сектор экономики Ганы — сельское хозяйство (56 % работающих и 37 % ВВП). Культивируются какао-бобы (основной экспортный товар, страна занимала второе место по производству этой культуры, а доля площади пашни отведенной под какао деревья достигала 50 %), рис, тапиока, арахис, кукуруза, бананы и др.
Промышленность (15 % работающих, 25 % ВВП) — горнодобывающая, лесозаготовительная, пищеобрабатывающая. В 2010 году началась добыча нефти на месторождении Джибили у побережья Ганы и за 2010—2014 годы оттуда было получено 100 тыс. баррелей. В Гане нет ни одного крупного нефтеперерабатывающего завода (последний был закрыт в 2021 году), вследствие чего страна вынуждена импортировать практически все продукты нефтепереработки
В 2024 году на юго-западе страны в районе Джоморо консорциум TCP-UIC, включающий компании из Ганы, Индии и КНР, планирует начать строительство крупнейшего в Африке нефтеперерабатывающего комплекса Petroleum Hub стоимостью $60 млрд. Комплекс будет включать три нефтеперерабатывающих завода, пять нефтехимических заводов и нефтехранилище на 10 млн метрических тонн. Проектная мощность производства — переработка 900 тыс. баррелей нефти в сутки. Планируется также создание завода по сжижению газа. Будет построен порт, способный принимать все виды современных нефтяных танкеров. Полностью все три очереди комплекса должны быть возведены к 2036 году.

### Внешняя торговля
По состоянию на 2010 год Гана входит в десятку крупнейших производителей золота в мире. В 2010 году по сравнению с 2009 годом добыча золота в Гане, являющейся вторым (после ЮАР) по величине добытчиком золота в Африке, выросла на 1,4 %, до 90 тонн (2,97 млн унций). Выручка от продаж драгоценных металлов за год увеличилась на 27,5 %, до $3,62 млрд. Золото обеспечивает львиную долю экспортного дохода Ганы. В 2010 году на золото пришлось 48 % всего экспорта в денежном выражении.
В 2010 году добыча алмазов снизилась на 13 %, до 308 679 карат, в то время как выручка от продажи алмазов увеличилась на 59,2 %, до $11,13 млн.
Экспорт в 2017 году составил $17,1 млрд, около 1/2 в стоимости составляет золото, на втором месте нефть (17 %), далее следуют какао-бобы и другие какао-продукты (ок. 15,5 %), а также марганцевая руда, алмазы, бокситы и алюминий, пиломатериалы, рыба, бананы, фрукты и орехи.
Основные покупатели: Индия (30 %), Китай (11 %), Швейцария (11 %), ЮАР (5,4 %), Нидерланды (5,3 %).
Импорт в 2017 году: $13,2 млрд.: машины, оборудование и электроника (19,8 %), транспортные средства (14,9 %), металлургическая продукция (10 %), химические товары (9,8 %), готовые продукты питания (8,7 %).
Основные поставщики: Китай (23 %), США (8,3 %), Индия (5 %).
Входит в международную организацию стран АКТ.

## СМИ
Государственная телерадиокомпания GBC (Ghana Broadcasting Corporation — «Вещательная корпорация Ганы») создана 31 июля 1935 года как Gold Coast Broadcasting System, под современным названием известна с 1957 года, включает в себя телеканал GTV и радиостанции Radio 1, Radio 2 и региональные радиостанции.

## Культура и искусство
Со времени выхода в свет в 1958 году первого сборника национальной прозы и поэзии «Голоса Ганы» литература Ганы прошла значительный путь развития от небольших бытописательных произведений до крупных форм (роман, повесть), учитывающих художественные открытия мировой романистики. Литература Ганы представлена поэтом Кофи Анийдохо, прозаиком Айи Квеи Арма, писательницами Аммой Дарко, Эфуа Сазерленд, Ама Ата Айду, писателями Мохаммедом бен Абдаллахом, Джо де Графтом, Бедиако Асаре, Аму Джолето, Асаре Конаду, Атуквей Окай, Селби Ашонг-Катай и другими. Ряд произведений[какие?] ганских писателей печатался в журнале «Иностранная литература».
Видным представителем изобразительного искусства Ганы является скульптор Оку Ампофо.

## Кухня

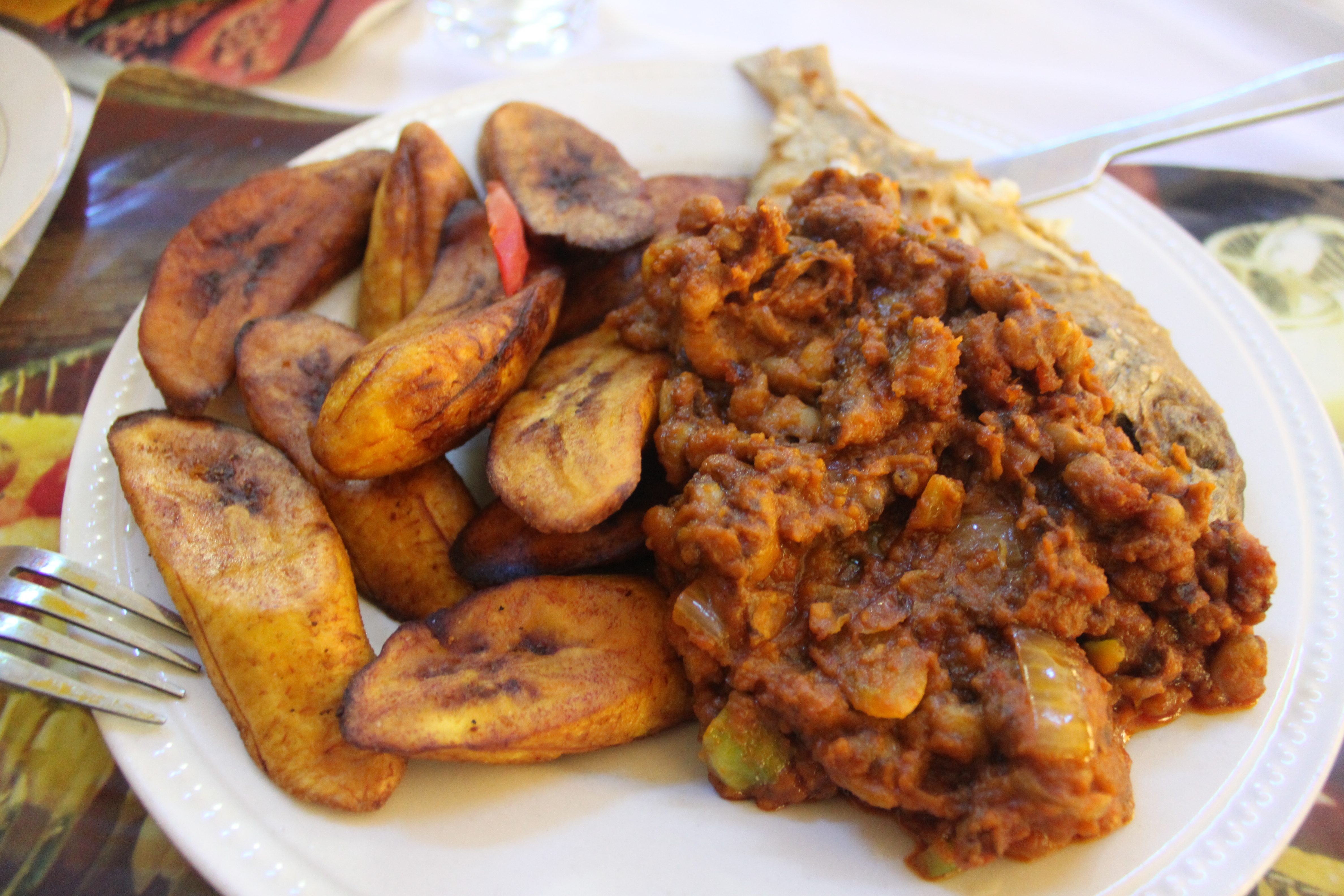
Блюдо ганской кухни «ред-ред» — рагу из фасоли и рыбы с жареным бананом

Ганская кухня имеет общие черты с другими западноафриканскими кухнями, но обладает и своими особенностями. Основные блюда ганской кухни состоят из крахмало-содержащих продуктов, которые подаются с соусом или супом, содержащим источник белка. В ганской кухне имеется также много разнообразных сладких блюд.